# ヨーロッパ南天天文台

ヨーロッパ南天天文台（ヨーロッパなんてんてんもんだい、European Southern Observatory、略称：ESO）は、ヨーロッパ14ヶ国およびブラジルが共同で運営する研究団体である。1964年に設立された。チリにある天文台（観測所）を運営している。本部はミュンヘン近郊のGarchingにある。ラ・シヤ天文台（La Silla Observatory）、パラナル天文台（Paranal Observatory）、チャナントール天文台（Llano de Chajnantor Observatory）がおもな施設である。

## 設立理由
大型の観測装置を運用するためには、巨額の資金が必要である。最初の加盟国は、ベルギー・フランス・西ドイツ（当時）・オランダ・スウェーデンが設立に関する条約を締結して設立。
天体観測を行う上で南半球部での観測が遅れており、大型の観測装置がなかったため、銀河系中心部や銀河系の伴銀河である、大マゼラン雲・小マゼラン雲などの観測を行うことが難しかった。それらの天体観測を行い、銀河系の誕生の謎や南半球における天体観測を強化することを目的に設立されたものである。その後、ESO理事会での議決・承認によって、14カ国に参加国が増えた。
ESO設立後、オーストラリアに国立天文台が出来たことで、南半球部における天文台が増えた。これらの機関によって、銀河誕生の謎などの解明に向けた研究が更に推進されることになった。

## 沿革
- 1962年 - 初期加盟国間で、連合中央天文台に関する覚書を締結。
- 1963年 - 最初のサイトである、ラ・シヤ天文台サイトの建設を始める。
- 1964年 - 加盟国間で、法的拘束力を持つヨーロッパ南天天文台条約締結
- 1967年 - ラ・シヤ天文台落成。デンマークが加盟。

以降、加盟国を増やし、新しい天体観測施設を建設し、現在に至る。現在は、欧州連合の支援の下、欧州中央天文台条約を締結している。

## 運営
運営は、参加各国対等で行われている。参加各国の中央天文台に相当する組織が拠出する資金及び研究者の連合組織として運営が行われている。
| 参加国       | 参加時期       |
| ------------ | -------------- |
| オランダ     | 1962年         |
| スウェーデン | 1962年         |
| ドイツ       | 1962年         |
| フランス     | 1962年         |
| ベルギー     | 1962年         |
| デンマーク   | 1967年         |
| スイス       | 1981年         |
| イタリア     | 1982年5月24日  |
| ポルトガル   | 2000年6月27日  |
| イギリス     | 2002年7月8日   |
| フィンランド | 2004年7月1日   |
| スペイン     | 2006年7月1日   |
| チェコ       | 2007年1月1日   |
| オーストリア | 2008年7月1日   |
| ブラジル     | 2010年12月29日 |

## 主な天体観測施設

### 観測稼動設備

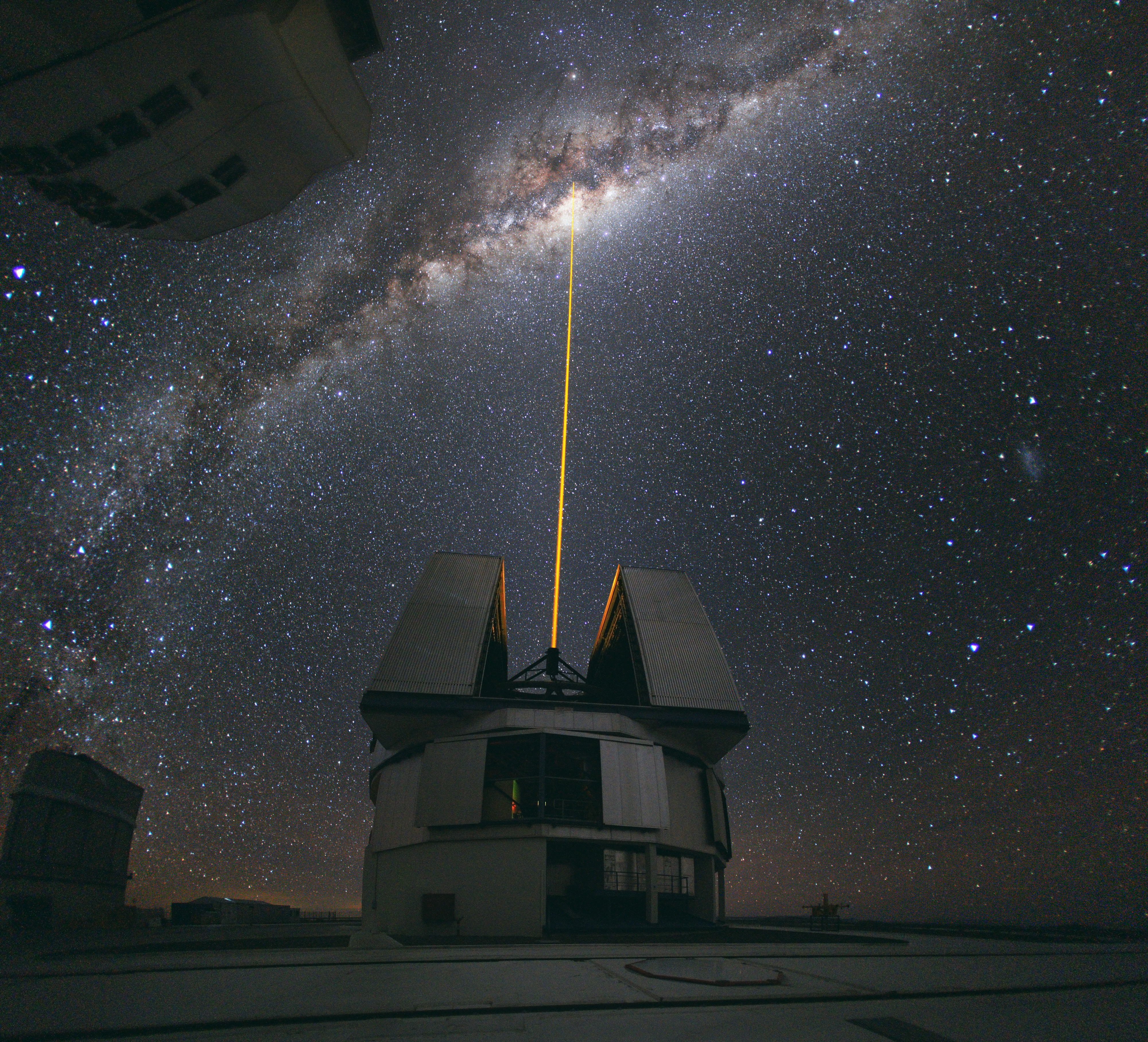
天の川に向けてレーザーガイドを照射するパラナル天文台の望遠鏡 (VLT)。

- ラ・シヤ天文台：2.2m 望遠鏡、3.6m望遠鏡、3.6m新技術望遠鏡など
- パラナル天文台：8.2m(超大型望遠鏡VLT)、 2.5m VLT Survey Telescope 、4m VISTA望遠鏡など
- チャナントール天文台
  - Atacama Pathfinder Experiment (APEX)

### 観測準備設備
- チャナントール天文台
  - アタカマ大型ミリ波サブミリ波干渉計 (ALMA)

東アジア（日本・台湾）・北米（アメリカ合衆国・カナダ）・ESO加盟国とチリによる国際共同観測施設。

### 次世代プロジェクト
- OWL望遠鏡 - 現在は既存技術でも実現可能なEuropean Extremely Large Telescope (E-ELT)という名で計画が進行中（OWLの名前に恥じない計画として、OWLプロジェクトチームという名称は存続している）。

## 主な発見
- 最も遠い銀河：Abell 1835 IR1916 (2004年)
- 260光年はなれた太陽系外惑星：2M1207b (2005年)
- 初の銀河系以外の場所にある太陽系外惑星：HIP 13044b (2010年)

## その他
- NHK製作、「NHKスペシャル・銀河宇宙オデッセイ」では、本天文台の観測装置も参加。